# Ignacio López Rayón, Michoacán de Ocampo
Ignacio López Rayón är en ort i Mexiko.   Den ligger i kommunen Zitácuaro och delstaten Michoacán de Ocampo, i den södra delen av landet, 140 km väster om huvudstaden Mexico City. Ignacio López Rayón ligger 1 683 meter över havet och antalet invånare är 902.
Terrängen runt Ignacio López Rayón är lite bergig. Runt Ignacio López Rayón är det tätbefolkat, med 319 invånare per kvadratkilometer. Närmaste större samhälle är Heróica Zitácuaro, 10,0 km nordost om Ignacio López Rayón. I omgivningarna runt Ignacio López Rayón växer huvudsakligen savannskog.